# Stéphane Besle
Stéphane Besle (Haguenau, Francia, 23 de enero de 1984) es un exfutbolista francés.

## Carrera
Stéphane Besle debutó en 2002 en el RC Lens, un club de Francia. Fue transferido al Neuchâtel Xamax FC desde 2005. Luego jugó en varios equipos hasta finalizar su carrera en 2017.

## Clubes
| Club               | País    | Año       |
| ------------------ | ------- | --------- |
| RC Lens            | Francia | 2002-2005 |
| Neuchâtel Xamax FC | Suiza   | 2005-2012 |
| FC Metz            | Francia | 2012      |
| FC St. Gallen      | Suiza   | 2012-2014 |
| R. C. Lens         | Francia | 2015-2016 |
| FC Aarau (Cedido)  | Suiza   | 2016-2017 |